# Joel Seligman
Joel Seligman (ur. 11 stycznia 1950) – amerykański prawnik, specjalizujący się w prawie ubezpieczeń, od 2005 prezydent University of Rochester.
W 1971 ukończył studia politologiczne na University of California w Los Angeles. W 1974 uzyskał tytuł doktora nauk prawnych na Harvard Law School. W 1983 uzyskał tytuł profesora. Wykładał na Northeastern University School of Law (1977–1983), George Washington University Law School (1983–1986) i na University of Michigan Law School (1987–1995). W latach 1995–1999 dziekan University of Arizona College of Law. Autor lub współautora 20 książek i ponad 40 artykułów.